# Android 12
Android 12 ist die zwölfte Hauptversion von Android, dem mobilen Betriebssystem, das von der Open Handset Alliance unter der Leitung von Google entwickelt wird. Die erste Developer-Preview wurde am 18. Februar 2021 veröffentlicht. Die finale Version wurde am 4. Oktober 2021 veröffentlicht. Bis zur Veröffentlichung von Android 13 am 15. August 2022 war es die aktuelle Version.
Im Dezember 2024 lief Android 12 auf 13,27 % aller Android-Geräte.

## Geschichte

Android 12 Developer-Preview Logo

Android 12 wurde in einem Android-Blog am 18. Februar 2021 angekündigt. Eine Developer-Preview wurde sofort veröffentlicht, zwei weitere waren in den folgenden zwei Monaten geplant. Danach waren vier monatliche Betaversionen geplant, beginnend im Mai, wobei die letzte im August die Plattformstabilität erreichte und die allgemeine Verfügbarkeit kurz darauf erfolgte.
Die zweite Developer Preview wurde am 17. März 2021 veröffentlicht, gefolgt von einer dritten Preview am 21. April 2021. Der erste Beta-Build wurde dann am 18. Mai 2021 veröffentlicht. Es folgte Beta 2 am 9. Juni 2021, die am 23. Juni ein Bugfix-Update erhielt. Die dritte Beta wurde am 14. Juli 2021 veröffentlicht, und erhielt am 26. Juli ein Bugfix-Update auf Beta 3.1. Beta 4 wurde am 11. August 2021 veröffentlicht. Eine fünfte Beta, die in der ursprünglichen Roadmap nicht vorgesehen war, wurde am 8. September 2021 veröffentlicht und als Release Candidate betrachtet. Eine offizielle Freigabe erfolgte am 4. Oktober 2021.

## Neue Funktionen (Auswahl)
Android 12 führt eine umfassende Aktualisierung der Material-Design-Sprache des Betriebssystems ein, die als „Material You“ bezeichnet wird und beispielsweise größere Schaltflächen, eine verstärkte Verwendung von Animationen und einen neuen Stil für Startbildschirm-Widgets bietet. Eine Funktion mit dem internen Codenamen „Monet“ ermöglicht es dem Betriebssystem, automatisch ein Farbthema für Systemmenüs und unterstützte Apps zu generieren, indem es die Farben des Hintergrundbildes des Nutzers verwendet.
Die Smart-Home- und Wallet-Bereiche, die unter Android 11 zum Power-Menü hinzugefügt wurden, wurden in den Benachrichtigungsschirm verlagert, während der Google Assistant nun durch Gedrückthalten des Power-Buttons aktiviert wird. Android 12 bietet native Unterstützung für das Aufnehmen von Bildschirmfotos beim Scrollen.
Die Leistung von Systemdiensten wie dem Fenster- und Paketmanager wurde verbessert. Die Android Runtime wurde zu Project Mainline hinzugefügt, so dass sie über den Google Play Store gewartet werden kann.
Android 12 fügt Unterstützung für Spatial Audio und MPEG-H 3D Audio hinzu und unterstützt die Transkodierung von HEVC-Videos für die Abwärtskompatibilität mit Apps, die dies nicht unterstützen. Eine neue API ermöglicht es dem Betriebssystem, haptisches Feedback aus Audio auf kompatiblen Geräten zu erzeugen.
Eine „Rich Content Insertion“-API erleichtert die Übertragung von formatiertem Text und Medien zwischen Apps, z. B. über die Zwischenablage. App-Stores von Drittanbietern haben nun die Möglichkeit, Apps zu aktualisieren, ohne den Nutzer ständig um Erlaubnis zu fragen.
Die maschinellen Lernfunktionen auf Betriebssystemebene befinden sich nun in einer Sandbox innerhalb des „Android Private Compute Core“, dem der Zugriff auf Netzwerke ausdrücklich untersagt ist.
Apps, die Standortdaten anfordern, können nun so eingeschränkt werden, dass sie nur auf „ungefähre“ statt auf „genaue“ Standortdaten zugreifen können. In den Schnelleinstellungen wurden Steuerelemente hinzugefügt, die verhindern, dass Apps die Kamera und das Mikrofon systemweit verwenden. Außerdem wird ein Indikator auf dem Bildschirm angezeigt, wenn sie aktiv sind.

## Android 12L
Im Oktober 2021 veröffentlichte Google eine erste Developer-Preview von Android 12L, einer verbesserten Version von Android 12. Diese Version solle vor allem Verbesserungen für Endgeräte mit großen Bildschirmen, wie Tablets, faltbare Smartphones oder Geräte mit ChromeOS enthalten und beispielsweise mehr Platz für Benachrichtigungen oder eine Taskleiste bieten.
Am 7. März 2022 wurde die Aktualisierung für die ersten Google-Pixel-Geräte freigegeben.